# 加爾各答管轄區大學

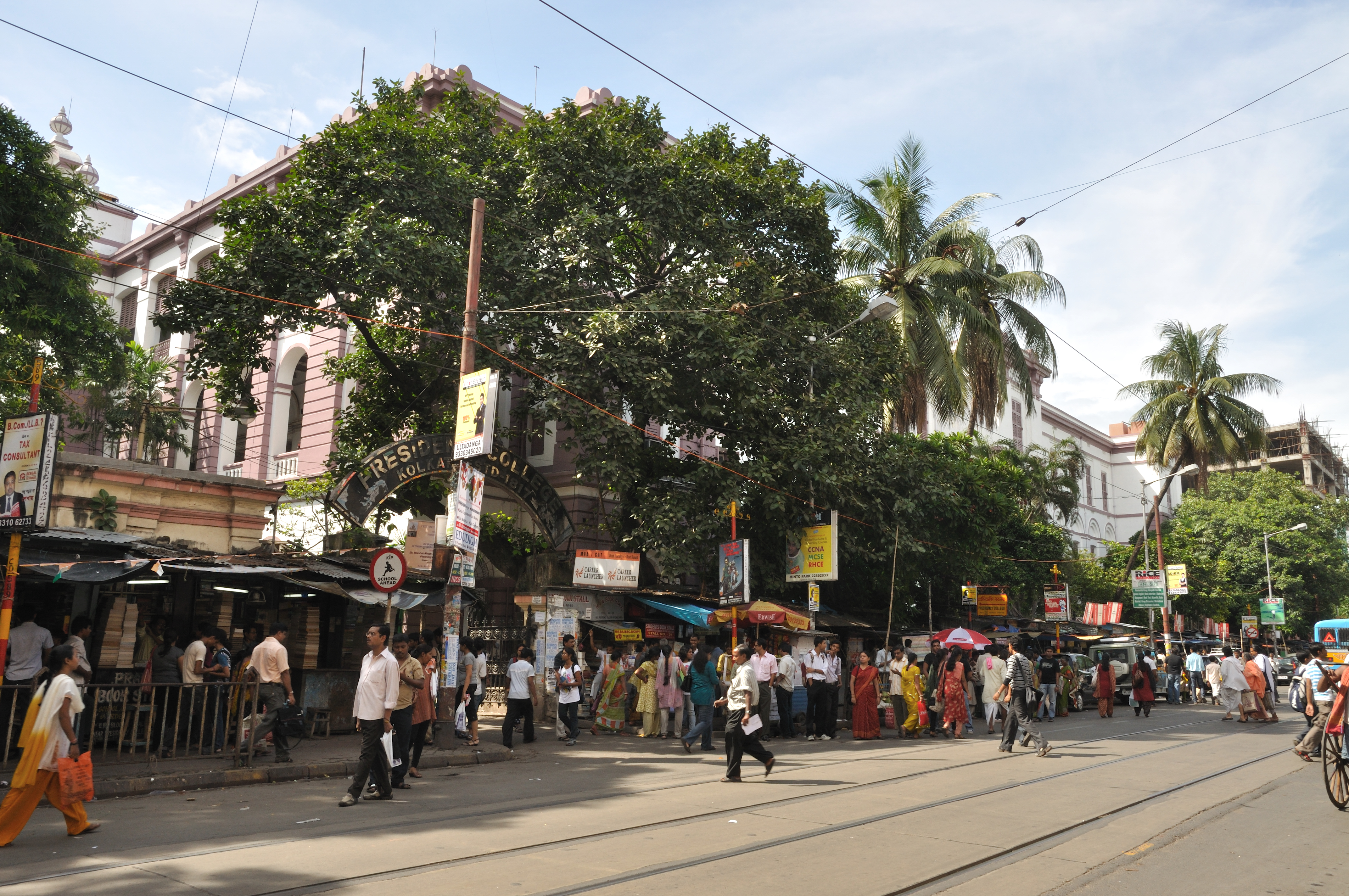
大學位於學院街

加爾各答管轄區大學（Presidency University, Kolkata）是一家位於印度加爾各答學院街的公立州立大學。
1773年最高法院在加爾各答建立后，當地出現湧現學英文需求的本地人，於是一群開明的本地士紳和英國貴族於1817年建立起了印度學院（Hindoo College，之後Hindoo 拼寫為Hindu），成為亞洲符合現代意義的最早的西方高等教育機構。
學校在1855年被英國政府接管後，從私立學校變為政府機構，改名為孟加拉管轄區學院（College of the Bengal Presidency或Presidency College of Bengal，也有硬譯為孟加拉總統學院或孟加拉院長學院），並在1857年成為加爾各答大學（Calcutta University）下設的附屬學院。總統學院具有引入西方教育的歷史意義，雖然最初只是一所針對印度教子弟的民辦高校，但在該校百年紀念冊(1955年)里提到：'印度學院（Hindoo College）最显著的特点就是它坚定地努力传授世俗教育'。現在，這所學院代表著無教派的世俗主義，招收各種出身的年轻人。但值得一提的是，直到1944年女生才被准許入校，此後學院才允許男女同校。在接下來的一百多年裡，管轄區學院成為了整個孟加拉出色的高等教育中心。虽然是加尔各答大学下設的一個学院, 但它保留著的印度少有大学能与之媲美的研究传统给其本科教学提供了独特的维度。
2010年7月，通過批准，更名為加尔各答管辖区大学（Presidency University, Kolkata）。大學的正式成立，使其可以重塑古老的传统和持续的优势，在未来成为领先高校。